# Mitepec
Mitepec är en ort i Mexiko.   Den ligger i kommunen Tequila och delstaten Veracruz, i den sydöstra delen av landet, 230 km öster om huvudstaden Mexico City. Mitepec ligger 1 810 meter över havet och antalet invånare är 221.
Terrängen runt Mitepec är huvudsakligen kuperad, men västerut är den bergig. Mitepec ligger uppe på en höjd. Runt Mitepec är det ganska tätbefolkat, med 155 invånare per kvadratkilometer. Närmaste större samhälle är Córdoba, 18,3 km nordost om Mitepec. I omgivningarna runt Mitepec växer i huvudsak städsegrön lövskog.